# Framstegspartiet (bildat 2014)
Framstegspartiet (Fsteg) var ett lokalt politiskt parti i Bjuvs kommun. Partiet bildades inför valet till kommunfullmäktige 2014. 
I valet till kommunfullmäktige i Bjuvs kommun 2014 fick partiet 4,28 procent av rösterna vilket motsvarade 368 röster och fick därmed ett mandat i kommunfullmäktige. I valet till kommunfullmäktige 2018 fick partiet 0,82 procent och förlorade därmed sitt mandat.